# Melbourne Village
Melbourne Village ist eine Stadt im Brevard County im US-Bundesstaat Florida. Das U.S. Census Bureau hat bei der Volkszählung 2020 eine Einwohnerzahl von 681 ermittelt.

## Geographie
Die Stadt grenzt an die Städte Melbourne und West Melbourne. Melbourne Village liegt rund 50 Kilometer südlich von Titusville sowie etwa 90 Kilometer südöstlich von Orlando.

## Demographische Daten
Laut der Volkszählung 2010 verteilten sich die damaligen 662 Einwohner auf 330 Haushalte. Die Bevölkerungsdichte lag bei 441,3 Einw./km². 96,7 % der Bevölkerung bezeichneten sich als Weiße, 0,2 % als Afroamerikaner, 0,6 % als Indianer und 1,7 % als Asian Americans. 0,9 % gaben die Angehörigkeit zu einer anderen Ethnie an. 3,3 % der Bevölkerung bestand aus Hispanics oder Latinos.
Im Jahr 2010 lebten in 16,3 % aller Haushalte Kinder unter 18 Jahren sowie 44,9 % aller Haushalte Personen mit mindestens 65 Jahren. 68,4 % der Haushalte waren Familienhaushalte (bestehend aus verheirateten Paaren mit oder ohne Nachkommen bzw. einem Elternteil mit Nachkomme). Die durchschnittliche Größe eines Haushalts lag bei 2,20 Personen und die durchschnittliche Familiengröße bei 2,59 Personen.
14,5 % der Bevölkerung waren jünger als 20 Jahre, 12,4 % waren 20 bis 39 Jahre alt, 33,8 % waren 40 bis 59 Jahre alt und 39,4 % waren mindestens 60 Jahre alt. Das mittlere Alter betrug 55 Jahre. 49,2 % der Bevölkerung waren männlich und 50,8 % weiblich.
Das durchschnittliche Jahreseinkommen lag bei 66.607 $, dabei lebten 9,4 % der Bevölkerung unter der Armutsgrenze.
Im Jahr 2000 war Englisch die Muttersprache von 96,98 % der Bevölkerung, spanisch sprachen 2,38 % und 0,64 % sprachen italienisch.

## Verkehr
West Melbourne wird vom U.S. Highway 192 (SR 500) tangiert.
Der Melbourne International Airport liegt unmittelbar nördlich der Stadt.

## Kriminalität
Die Kriminalitätsrate lag im Jahr 2010 mit 72 Punkten (US-Durchschnitt: 266 Punkte) im niedrigen Bereich. Es gab zwei Einbrüche und acht Diebstähle.